# Fly Pan Am (Album)
Fly Pan Am ist das Debütalbum der gleichnamigen kanadischen Postrock-Band Fly Pan Am. Es erschien im Oktober 1999 bei Constellation Records.
Das Album beinhaltet eine Neuaufnahme des Songs L'espace au sol est redessiné par d'immenses panneaux bleus, welcher auf einer Split-Single 1998 zusammen mit Godspeed You! Black Emperor erschien.
Das Album besitzt außerdem außergewöhnlichen Gebrauch der Instrumente und Rhythmen sowie elektronische Geräusche, die vom Gastmusiker Alexandre St-Onge stammen und abrupt die Musik abschneiden oder unterbrechen. Ihr drittes Album namens Ceux qui inventent n'ont jamais vécu (?) nutzt zwar dieselbe elektronische Dissonanz, aber ein wenig subtiler.

## Titelliste
1. L'espace au sol est redessiné par d'immenses panneaux bleus – 13:30
2. Et aussi l'éclairage de plastique au centre de tout ces compartiments latéraux – 9:29
3. Dans ses cheveux soixante circuits – 17:45
4. Bibi à nice, 1921 – 9:58
5. Nice est en feu! – 9:36

## Produktion
- Ian Ilavsky: Musikproduzent
- Efrim Menuck: Mastering (Audio)
- Larry Cassini: Mastering
- Harris Newman: Mastering